# Raganello
Le Raganello est un torrent qui prend sa source de la Sorgente della Lamia  dans le massif du Pollino dans la province de Cosenza en Calabre. Son cours torrentiel atteint une zone adjacente à la ville de Civita, où se situe le Ponte del Diavolo, reconstruit après un effondrement à la fin des années 1990. Ici, le cours du ruisseau Raganello devient plus régulier et coule le long d'une vallée plus ouverte jusqu'à l'embouchure qui se jette dans la mer Ionienne.

## Étymologie
Son nom serait issu du mot grec Ragas qui indique une falaise rocheuse, d'autres l'associent au terme civitese ragare qui signifie « emporter » , ou le verbe calabrais rragàre, c'est-à-dire « se battre », « se disputer » par la violence avec laquelle l'eau coule entre les gorges.
La zone est incluse dans la Riserva naturale Gole del Raganello (it). Les visites de la rivière ne se font qu'avec l'accompagnement d'un guide.

## Géographie
Le canyon de Raganello est divisé en deux parties : Gole alte  (« gorges hautes »)  et les Gole basse (« gorges basses »), auxquelles s'ajoutent dans la partie terminale les bassins de Raganello.

### Gole alte
Les  Gole alte du Raganello ou Gole di Barile partent de la  Sorgente della Lamia jusqu'à atteindre après un parcours d'environ 9 km la Scala di Barile, près du village de San Lorenzo Bellizzi. Le cours du torrent d'intérêt naturaliste et excursionniste est très accidenté. Le canyon se compose de deux parois rocheuses : la Timpa di Porace-Cassano et le Timpa di San Lorenzo (1 652 m) qui surplombent le torrent sur une hauteur d'environ 600-700 mètres. Le parcours est constitué de roches multicolores, lissées par les eaux. Les lieux les plus frappants portent des noms tels que  Grande Diedro, Masso delle Rudiste, Sorgente degli Equiseti, Anfiteatro del Diavolo, Tunnel dei Colombacci.

### Gole basse
Les Gole basse du Raganello partent de la zone du hameau de Pietraponte pour atteindre après un parcours d'environ 8 km  la zone du spectaculaire Ponte del Diavolo, près de Civita, . Le parcours est similaire à celui des Gole alte, mais plus difficile à parcourir, étant donné la plus grande quantité d'eau dans le bassin et la présence de points plus abrupts et plus escarpés. Les lieux les plus suggestifs sont  Forra d'Ilice, Conca degli Oleandri, Tetra Fenditura, Frana Ciclopica.
Sur la fin, le ruisseau coule entre le hameau de Sibari et Villapiana, sur un cours final de plusieurs dizaines de mètres de large qui traversé par un pont ferroviaire et deux routes.

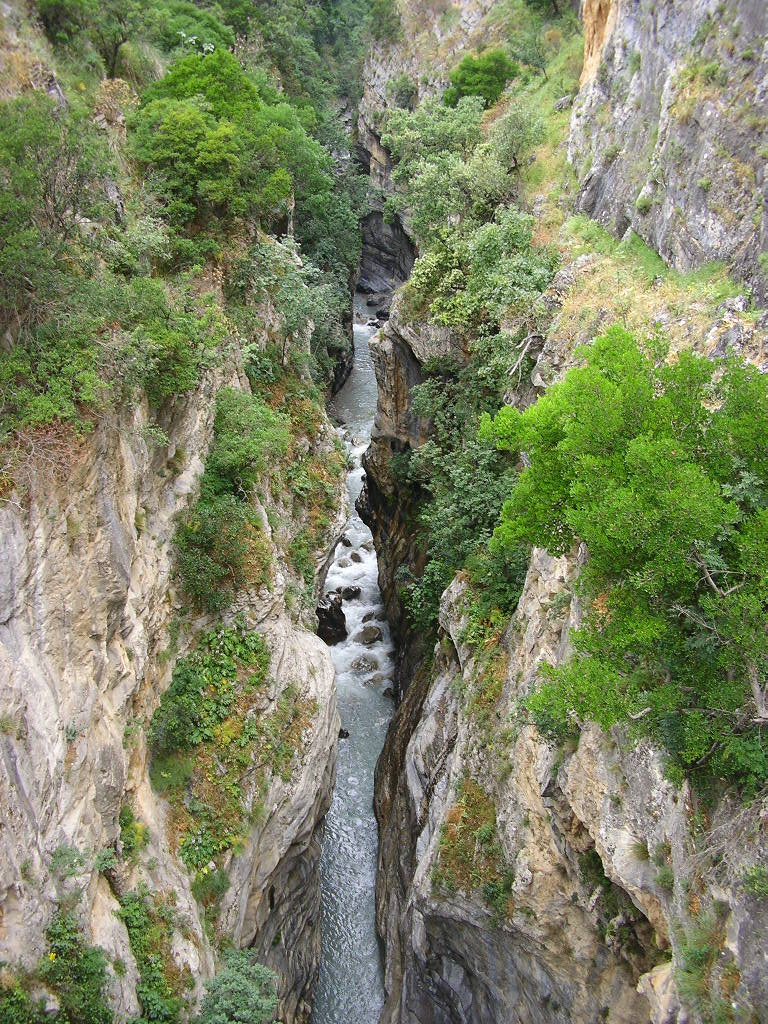
Canyon de Raganello
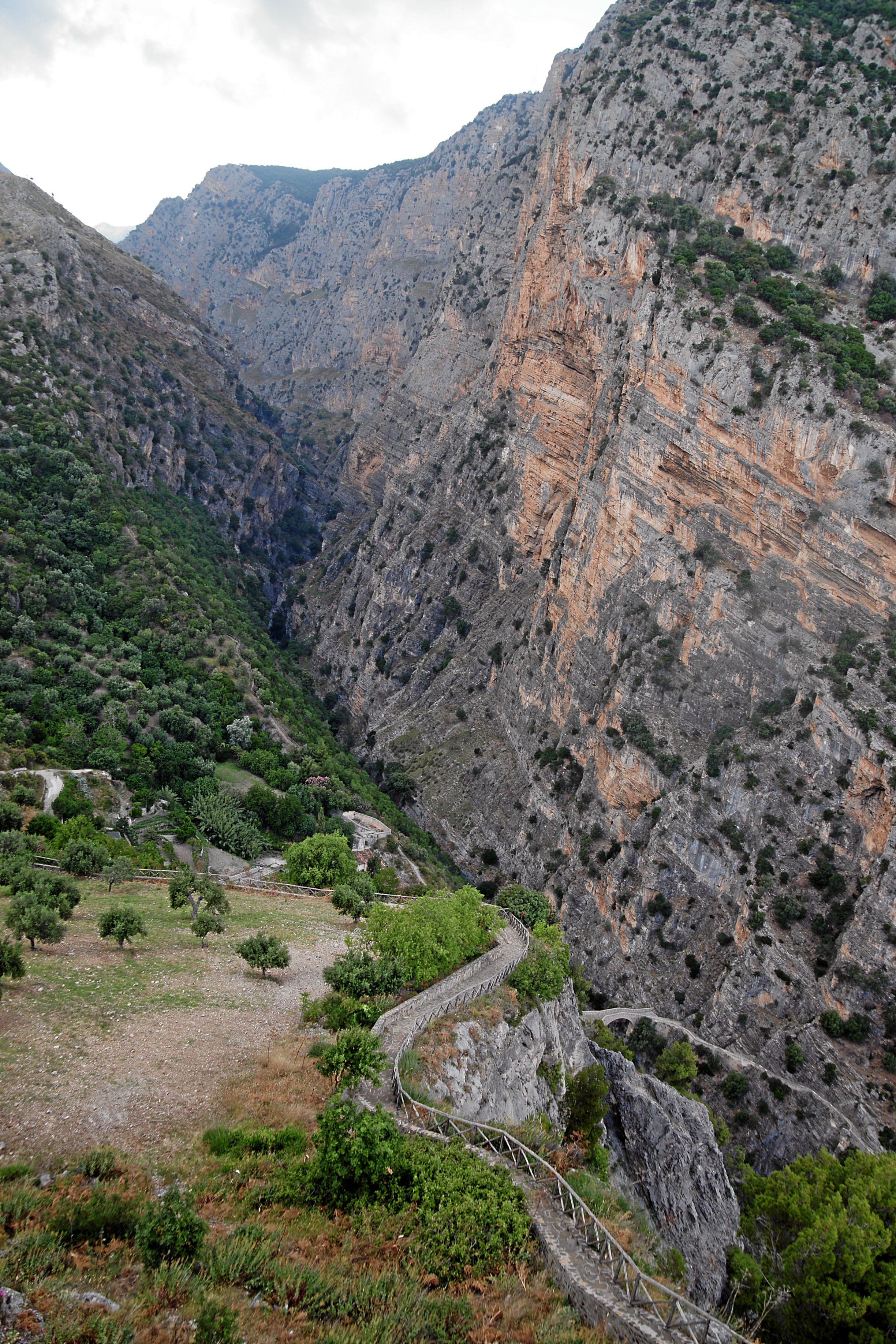
Gole basse
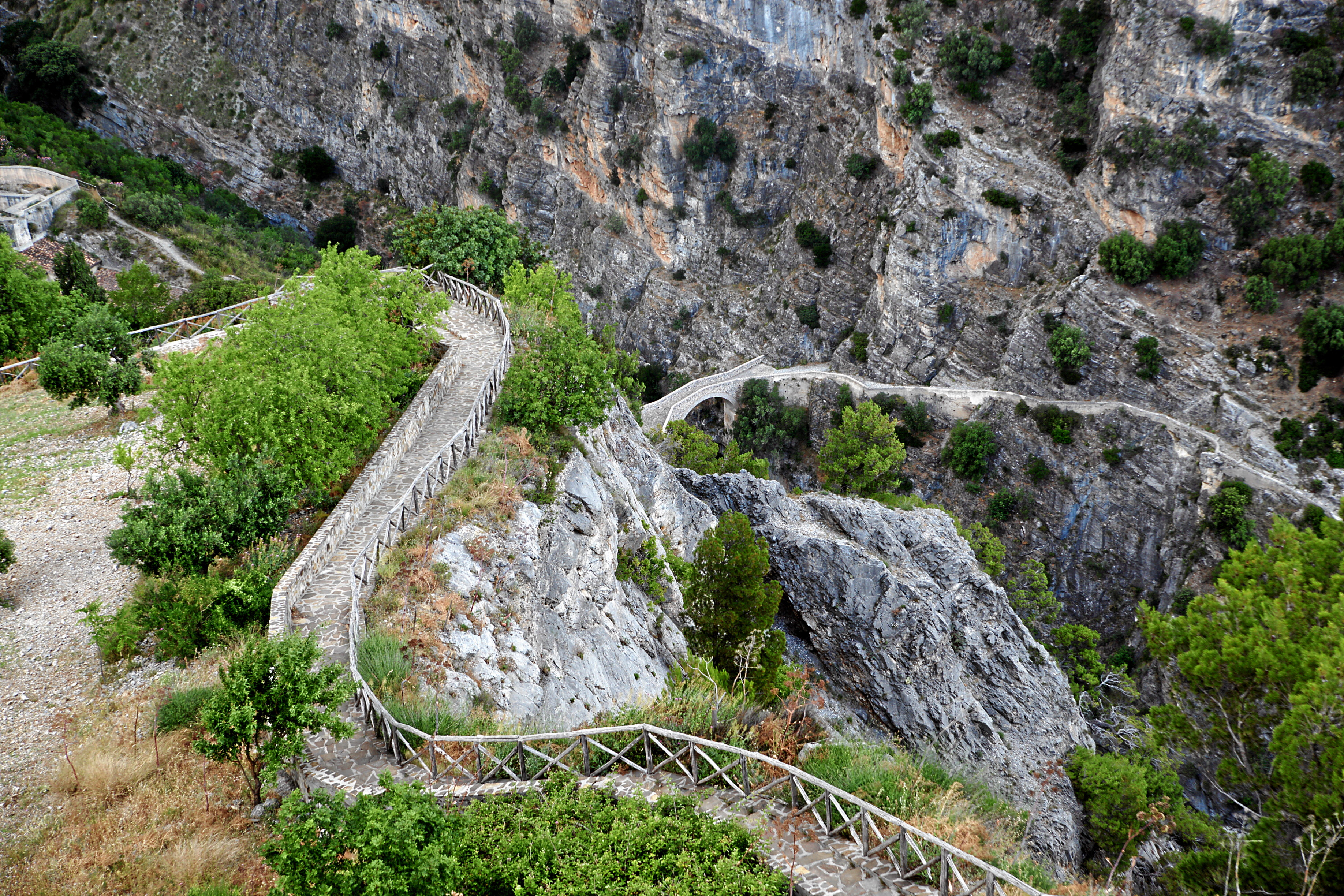
Ponte Diavolo

## Accident
Le 20 août 2018, deux groupes de randonneurs pratiquant le canyoning ont été emportés par les eaux de la rivière, à cause d'un phénomène de «crue-éclair » causé par de fortes pluies.
Sur les 44 randonneurs impliqués, 10 ont été tués, dont un guide accompagnant les randonneurs, 11 ont été blessés et 23 ont été secourus par des secouristes,.